# Словакия на «Евровидении-1996»
Словакия во второй раз приняла участие в телевизионном конкурсе Евровидение-1996, который проходил 18 мая в Спектруме Осло, Норвегия. Страна вернулась на Евровидение после вынужденного годового перерыва, связанного с плохим результатом их дебютной заявки Nekonečná pieseň Мартина Дурынды и группы Tublatanka в 1994 году. Словакию представлял певец Марцел Палондер с композицией Kým nás máš, написанной композитором Юраем Бурианом на стихи Йозефа Урбана. По итогам голосования он занял 18-е место из 23, набрав 19 очков, зафиксировав, тем самым, лучший результат Словакии за всю историю участия страны на Евровидении. Несмотря на это, Словакия была не допущена к участию в конкурсе 1997 года из-за установки ЕВС нового правила о квалификации. Поэтому, Kým nás máš стала предшественницей словацкой заявки на Евровидение-1998 Modlitba в исполнении Катарины Гаспровой. Конкурс был показан на канале Jednotka с комментариями Юрая Чёрного. Глашатаем, объявлявшим очки словацкого жюри, была Алёна Герибанова.

## До «Евровидения»

### Внутренний отбор
Словацкое телевидение (STV) отвечало за организацию отбора и выбор заявки страны на Евровидение. В 1993 и 1994 годах STV выбирало и артиста, и песню путём внутреннего отбора. Популярный певец, композитор и педагог Марцел Палондер был выбран внутри телекомпании как представитель Словакии на Евровидение-1996. Для участия Палондера была выбрана песня Kým nás máš, написанная Юраем Бурианом и Йозефом Урбаном. Певец также записал англоязычную версию конкурсной заявки под названием Right on Time. Автором англоязычного текста был Джо Фрил.

### Аудиоквалификация
В начале 1996 года было анонсировано, что Европейским вещательным союзом введено новое правило о квалификации стран-участниц. Все желающие принять участие на Евровидение-1996 должны были разослать через членов жюри аудиокассеты с записанными песнями. Всего поступило 29 кассет, а жюри должно было определить 22 из них на участие в финальном концерте в Осло. От рассылки своей заявки была освобождена Норвегия, как принимающая Евровидение-1996 страна. Данный аудиоотбор проходил 20-21 марта 1996 года и не имел трансляции по радио и/или ТВ. По итогам прослушивания Словакия заняла 17-е место в отборе, набрав 38 очков, включая 12 очков от Хорватии, что позволило им принять участие в конкурсе. 12 очков словацкое жюри по итогам прослушивания присудило Мальте. Словакия и Россия во время аудиоквалификации не поставили друг другу ни одного очка.

## На «Евровидении»
После того, как был опубликован окончательный список из 23 стран-участниц, была проведена жеребьёвка, распределившая порядок их выступлений. Марцел Палондер выступал под номером 22 (предпоследним), между Боснией и Герцеговиной и Швецией. По итогам голосования он занял 18-е место из 23, набрав 19 очков, зафиксировав, тем самым, лучший результат Словакии за всю историю участия страны на Евровидении. Из-за введения ЕВС нового правила о квалификации, Словакия была не допущена к участию в конкурсе 1997 года, оказавшись пониженной до статуса "пассивного участника". 12 очков словацкое жюри, как и во время аудиоквалификации, присудило Мальте. Дирижёром Словакии во время исполнения их заявки был композитор Юрай Буриан.

### Голосование (финал)
| Очки      | Страна    |
| --------- | --------- |
| 12 баллов |           |
| 10 баллов |           |
| 8 баллов  | - Мальта  |
| 7 баллов  |           |
| 6 баллов  |           |
| 5 баллов  | - Польша  |
| 4 балла   | - Греция  |
| 3 балла   |           |
| 2 балла   | - Испания |
| 1 балл    |           |

| Очки      | Страна         |
| --------- | -------------- |
| 12 баллов | Мальта         |
| 10 баллов | Кипр           |
| 8 баллов  | Греция         |
| 7 баллов  | Ирландия       |
| 6 баллов  | Великобритания |
| 5 баллов  | Хорватия       |
| 4 балла   | Швеция         |
| 3 балла   | Австрия        |
| 2 балла   | Польша         |
| 1 балл    | Исландия       |